# Castlevania (TV-serie)
Castlevania är en amerikansk animerad webb-TV-serie baserad på den japanska datorspelsserien med samma namn av Konami. De två första säsongerna bygger på spelet Castlevania III: Dracula's Curse och följer Trevor Belmont, Alucard och Sypha Belnades när de försvarar Valakiet från Dracula och hans följe av demoner. Säsong 2 och 3 lånar figurer och handling delvis från spelet: Castlevania: Curse of Darkness från 2005.

## Röstskådespelare
- Richard Armitage som Trevor Belmont, den sista levande medlemmen i Belmont-klanen, en fredlös familj av monsterjägare.
- James Callis som Adrian Alucard Tepes, sonen till Dracula och Lisa Tepes, som försöker skydda mänskligheten från sin far.
- Graham McTavish som Vlad Dracula Tepes, en vampyr som svär hämnd på mänskligheten för döden av sin fru Lisa, som kallar en armé av monster för att förgöra alla människor i Valakiet. (säsong 1 - 2)
- Tony Amendola som den äldre ledaren för en grupp magiker som hjälper folk i staden Gresit som Trevor blir vän med. (säsong 1)
- Alejandra Reynoso som Sypha Belnades, en magiker och barnbarn till äldre ledaren.
- Matt Frewer som biskopen, en psykotisk prästman som beordrar bränningen av Draculas fru för trolldom, senare utsågs han till biskopen av Gresit. (säsong 1)
- Emily Swallow som Lisa Tepes, Draculas älskade hustru som bränns på bål efter att han falskt anklagats för trolldom. (säsong 1)
- Theo James som Hector, en djävulsmästare som uppmanas att tjäna Dracula i sitt krig mot mänskligheten. Han har ett hat mot mänskligheten, men hans naivitet gör att han är lätt att lura eller manipulera. (säsong 2 - nuvarande)
- Adetokumboh M'Cormack som Isaac, djävulsmästare och lojal till Dracula som hjälper till att leda hans armé. (säsong 2 - nuvarande)
- Jaime Murray som Carmilla, en vampyrmästare och medlem av Draculas krigsråd. (säsong 2 - nuvarande)
- Peter Stormare som Godbrand, en vikingvampyr och krigsherre som uppmanas att tjäna Dracula i striden mot Valakiet. (säsong 2)
- Jessica Brown Findlay som Lenore, diplomatmedlemmen i Council of Sisters. (säsong 3)
- Yasmine Al Massri som Morana, diplomatmedlemmen i Sister Council. (säsong 3)
- Ivana Miličević som Striga, militärmedlemmen i Sister Council. (säsong 3)
- Bill Nighy som Saint Germain, en konstig man som undersöker Lindenfelds priory. (säsong 3)
- Navid Negahban som Sala, ledaren för munkarna i Lindenfeld som faktiskt försöker återupprätta Dracula. (säsong 3)
- Jason Isaacs som domaren, stadsledaren för Lindenfeld som vill behålla fred och ordning i staden. (säsong 3)
- Toru Uchikado som Taka, en vampyrjägare. (säsong 3)
- Rila Fukushima som Sumi, en vampyrjägare. (säsong 3)
- Barbara Steele som Miranda, en gammal kvinna som har magiska krafter som hjälper Isaac. (säsong 3)
- Lance Reddick som kaptenen, en piratkapten som blir vän och hjälper Isaac. (säsong 3)

## Avsnitt
En tredje säsong med tio avsnitt var gjord av Netflix och släpptes den 5 mars 2020.
| Serie | Serie | Avsnitt | Avsnitt | Originalvisning |
| ----- | ----- | ------- | ------- | --------------- |
|       | 1     | 4       | 4       | 7 juli 2017     |
|       | 2     | 8       | 8       | 26 oktober 2018 |
|       | 3     | 10      | 10      | 5 mars 2020     |

## Handling
När hans fru bränns på bål efter att ha felaktigt anklagats för trolldom förklarar vampyren greve Dracula att alla människor i Valakiet kommer att betala med sina liv. Han kallar en armé av demoner som skövlar landet och får folket att leva sina liv i rädsla och misstro. För att bekämpa Draculas styrkor tar de hjälp av den fredlösa monsterjägaren Trevor Belmont, magikern Sypha Belnades och Draculas son Alucard. Alucard är en skicklig svärdsman och har ett typiskt enhandssvärd. Alucard använder mörk magi och med sina krafter kan han ändra sig till en fladdermus, en varg eller till och med dimma.